# Cratere Vincente
Vincente  è un cratere sulla superficie di Mercurio.